# РПГ-41
Ручная противотанковая граната — образца 1941 года, РПГ-41 — советская ручная противотанковая граната ударного действия, образца 1941 года, разработана во время Великой Отечественной войны. 

## История
Граната создана на базе противотанковой гранаты РПГ-40 конструктором М. И. Пузырёвым из ГСКБ-30, с увеличенным с 760 г до 1400 г зарядом взрывчатого вещества (ВВ), при этом общий вес гранаты увеличился до 2 кг и с повышенной с 20 мм до 25 мм бронепробиваемостью.
Граната прошла полигонные испытания в апреле 1941 года.
Несмотря на то, что РПГ-41 была принята на вооружение в ВС Союза ССР, широкого применения не получила в связи с уменьшившейся, в результате увеличения массы, дальности броска (до 10—15 м у РПГ-41 и до 20 м у РПГ-40).
Бронепробиваемость гранаты ненамного превосходило гранату РПГ-40, что зачастую являлось недостаточным для гарантированного поражения броневой и танковой техники немцев и их сателлитов. По этим причинам РПГ-41 была в производстве в течение короткого времени с 1941 по 1942 год. В войсках уже в 1942 году снова вернулась РПГ-40.

## Характеристики
- Масса гранаты: 2 кг;
- Масса заряда: 1400—1 500 г;
- Длина корпуса гранаты: 95 мм;
- Диаметр корпуса гранаты: 130 мм;
- Броневая пробиваемость: 20—25 мм;
- Дальность метания: 10—15 м;
- Тип ВВ: сплав «Л».